# Romana Slavinec
Romana Slavinec, née le 25 juillet 1990 à Maria Buch-Feistritz en Autriche est une triathlète professionnelle, dix fois championne d'Autriche de triathlon d'hiver (2010 à 2015, 2017 à 2019 et 2021) et championne d'Autriche de triathlon courte distance en 2014.

## Palmarès
Le tableau présente les résultats les plus significatifs (podium) obtenus sur le circuit national et international de duathlon et de triathlon depuis 2010.
| Année | Compétition                               | Pays     | Position           | Temps           |
| ----- | ----------------------------------------- | -------- | ------------------ | --------------- |
| 2021  | Championnat du monde de triathlon d'hiver | Andorre  | Médaille d'argent  | 1 h 33 min 23 s |
| 2019  | Championnat du monde de triathlon d'hiver | Italie   | Médaille de bronze | 1 h 45 min 22 s |
| 2018  | Championnat du monde de triathlon d'hiver | Roumanie | Médaille de bronze | 1 h 53 min 32 s |
| 2017  | Championnat d'Europe de triathlon d'hiver | Estonie  | Médaille d'argent  | 1 h 25 min 9 s  |
| 2016  | Championnat du monde de triathlon d'hiver | Autriche | Médaille de bronze | 1 h 32 min 7 s  |
| 2016  | Championnat d'Europe de triathlon d'hiver | Estonie  | Médaille de bronze | 1 h 27 min 35 s |

| Année | Compétition                                  | Pays     | Position      | Temps           |
| ----- | -------------------------------------------- | -------- | ------------- | --------------- |
| 2021  | Championnats d'Autriche de triathlon d'hiver | Autriche | Médaille d'or | Timing          |
| 2019  | Championnats d'Autriche de triathlon d'hiver | Autriche | Médaille d'or | Timing          |
| 2018  | Championnats d'Autriche de triathlon d'hiver | Autriche | Médaille d'or | 1 h 41 min 47 s |
| 2017  | Championnats d'Autriche de triathlon d'hiver | Autriche | Médaille d'or | Timing          |
| 2016  | Championnat d'Autriche de triathlon sprint   | Autriche | Médaille d'or | Timing          |
| 2015  | Championnats d'Autriche de triathlon d'hiver | Autriche | Médaille d'or | 1 h 25 min 58 s |
| 2014  | Championnat d'Autriche de triathlon          | Autriche | Médaille d'or | 2 h 26 min 38 s |
| 2014  | Championnats d'Autriche de triathlon d'hiver | Autriche | Médaille d'or | 1 h 18 min 39 s |
| 2013  | Championnats d'Autriche de triathlon d'hiver | Autriche | Médaille d'or | 1 h 12 min 53 s |
| 2013  | Championnat d'Autriche de duathlon           | Autriche | Médaille d'or | 2 h 1 min 40 s  |
| 2012  | Championnats d'Autriche de triathlon d'hiver | Autriche | Médaille d'or | Timing          |
| 2011  | Championnats d'Autriche de triathlon d'hiver | Autriche | Médaille d'or | Timing          |
| 2010  | Championnats d'Autriche de triathlon d'hiver | Autriche | Médaille d'or | Timing          |